# Лъга
Лъга е село в Западна България. То се намира в Община Етрополе, Софийска област.

## География
Село Лъга се намира на 5 км североизточно от град Етрополе. Селото е разположено в планински район, по живописното дефиле на р. Малък Искър – Лъгенски пролом, в полите на Етрополска Стара планина.

## Религии
Населението е съставено изцяло от православни християни.

## Редовни събития
- Всяка година на 20 юли се провежда традиционно честване на Свети Илия – Илинден.